# Gary King
Gary Kenneth King (Stanley, 29 de setembro de 1954) é um advogado americano que atuou como o 30.º Procurador-Geral do Novo México de 1 de janeiro de 2007 a 1 de janeiro de 2015. Membro do Partido Democrata, ele ganhou a indicação de seu partido e perdeu a eleição geral para se tornar governador do Novo México em 2014.

## Primeiros anos
King é filho de Bruce King, três vezes governador do Novo México e Alice M. King. Frequentou a Universidade Estadual do Novo México e obteve um diploma de bacharel em Química em 1976. Ele recebeu seu Ph.D. em química orgânica pela Universidade do Colorado em Boulder em 1980.
Ele frequentou a Faculdade de Direito da Universidade do Novo México, onde recebeu seu J.D. Em 1984, King formou o escritório de advocacia King e Stanley em Moriarty, Novo México; em 1990, assumiu o cargo de consultor jurídico corporativo e cientista ambiental sênior da Advanced Sciences, Inc., uma empresa de consultoria ambiental.
Em 1987, ele se casou com Yolanda Jones e mais de mil convidados compareceram ao casamento. Yolanda Jones King foi diretora de Engenharia e Gerenciamento Técnico do Centro de Armas Nucleares da Força Aérea (AFNWC) na Base da Força Aérea de Kirtland. Ela também atuou como presidente do Painel de Tecnologia de Sensores e Eletrônicos RTO da OTAN.
Gary King frequentemente acompanhava sua esposa nas reuniões. Eles viajaram para países como Taiwan, França, Itália, Holanda, Eslovênia, Romênia, Polônia e Chéquia.

## Carreira política
King concorreu ao governador do Novo México em 1998, mas perdeu as primárias democratas para o prefeito de Albuquerque Martin Chavez. Em 1998, tornou-se Conselheiro de Políticas do Secretário Assistente de Gerenciamento Ambiental do Departamento de Energia dos Estados Unidos (DOE) em Washington, D.C. Dentro de um ano, ele se tornou Diretor do Departamento de Transição Comunitária e de Trabalhadores. Enquanto esteve no DOE, ele desenvolveu e implementou um programa que promove a cooperação entre os governos federal, estadual, local e dos nativos americanos para aprimorar as atividades de limpeza. Ele serviu por doze anos na Câmara dos Deputados do Novo México.[carece de fontes?] Em 2004, King concorreu ao 2.ª assento do distrito congressional do Novo México, perdendo para o republicano Steve Pearce entre 60% e 40%. Em 2006, King foi eleito Procurador-Geral do Novo México. Ele foi reeleito em 2010, vencendo contra o procurador do Condado de Curry, Matthew Chandler.[carece de fontes?]
Como o 30.º procurador-geral do Novo México (2007 a 2015), King liderou o esforço para aprovar uma legislação que tornava crime se envolver na prática de tráfico de pessoas. O comitê das Nações Unidas convidou King a apresentar essa legislação como modelo para outras nações que buscam acabar com a prática da escravidão humana.
Em 2 de março de 2011, King em nome do demandado, Novo México, discutiu na Suprema Corte dos Estados Unidos em Bullcoming v. Novo México. Em 10 de julho de 2012, King anunciou oficialmente que estava buscando a indicação democrata para governador do Novo México.

## Eleição governamental de 2014
Em 3 de junho de 2014, King venceu a Primária Democrática do Novo México para governador, derrotando os seguintes candidatos; Allen Webber, Lawrence Rael, Howie Morales e Linda Lopez, que todos imediatamente o endossaram após perder a eleição primária. King concorreu sem sucesso contra a governadora republicana Susana Martinez nas eleições gerais. Ele disse a outros democratas em um evento de arrecadação de fundos que Martinez "não tem coração latino".